# Evangelista Torricelli
Evangelista Torricelli (Roma, 15 ottobre 1608 – Firenze, 25 ottobre 1647) è stato un matematico e fisico italiano.

## Biografia
Torricelli nacque a Roma (ma, fino al 1987, si è ritenuto che fosse nato a Faenza) da genitori romagnoli,  Gaspare Ruberti, un tessitore originario di Bertinoro (nell'odierna provincia di Forlì-Cesena), e Giacoma Torricelli, originaria di Faenza. Rimase orfano in tenera età e trascorse l'infanzia e l'adolescenza a Faenza, dove fu iniziato allo studio dallo zio materno, Gian Francesco Torricelli (Don Jacopo, monaco camaldolese), parroco di S. Ippolito, che curò la sua educazione primaria. Frequentò poi la scuola dei Gesuiti, prima a Faenza e quindi a Roma, dove si avvicinò agli studi di matematica, che approfondì sotto la guida di Benedetto Castelli (1577-1644), padre benedettino, rinomato professore di matematica e idraulica al Collegio della Sapienza, e illustre discepolo di Galileo.
L'11 settembre del 1632 Evangelista Torricelli scrisse a Galileo Galilei una lettera di risposta a sue richieste a Benedetto Castelli che, assente in quei giorni, aveva lasciato allo studente il compito di segretario; in tale lettera Torricelli colse l'occasione per presentarsi a Galileo, che egli ammirava grandemente come cultore di astronomia e di matematica. Il vivere da vicino le vicende del processo a Galileo indusse Torricelli a dedicarsi più strettamente alla matematica, nonostante padroneggiasse gli strumenti teorici e fosse un abile costruttore di cannocchiali.
Negli anni dal 1632 al 1641 egli lavorò e studiò a Roma con padre Castelli e poi divenne segretario di Giovanni Ciampoli, un alto prelato e intellettuale devoto a Galileo, che Torricelli seguì nei suoi incarichi governativi nelle Marche e nell'Umbria. Nel 1641 Castelli presentò a Galileo, nel suo ritiro ad Arcetri, il manoscritto dell'opera di Torricelli dal titolo De motu gravium, suggerendogli di impiegarlo come discepolo e assistente. Così fu e il 10 ottobre 1641 Torricelli divenne assistente di Galileo, assieme a Vincenzo Viviani, e su domanda e insistenza di Galilei si trasferì nella sua abitazione.
Galileo morì pochi mesi dopo (l'8 gennaio del 1642). Alla sua morte, il granduca Ferdinando II de' Medici nominò Torricelli suo successore come matematico del Granducato di Toscana, carica che ricoprì fino alla morte, e divenne professore di matematica presso l'Accademia fiorentina.

Frontespizio di De dimensione parabolae in Opera geometrica di Evangelista Torricelli, Firenze, 1644

Oltre all'attività di matematico e studioso di geometria, nel corso della quale elaborò diversi importanti teoremi e anticipò il calcolo infinitesimale, egli si dedicò alla fisica, studiando il moto dei gravi e dei fluidi e approfondendo l'ottica. Possedeva un laboratorio nel quale realizzava egli stesso lenti e telescopi. A causa della sua prematura scomparsa, non conosciamo i particolari del processo originale di lavorazione, poiché lo scienziato lo aveva coperto da segreto.
Torricelli si dedicò anche allo studio dei fluidi, giungendo a inventare il barometro a mercurio, chiamato "tubo di Torricelli" o "tubo da vuoto di Torricelli", prima della fine del 1644. Tale invenzione era basata nella misurazione della pressione atmosferica attraverso l'uso di un tubo che, proprio sotto la spinta di tale pressione, veniva riempito dal mercurio fino all'altezza di 760 mm (esperimento effettuato sul livello del mare). Proprio da questa invenzione è nata l'unità di misura della pressione "millimetri di mercurio" (mmHg) e l'uguaglianza: 1 atm = 760 mmHg (la pressione di un'atmosfera corrisponde a 760 millimetri di mercurio). Nello stesso anno pubblicò l'opera in tre parti dal titolo Opera geometrica, della quale De motu gravium costituisce la seconda parte.
Torricelli morì a Firenze a 39 anni,  probabilmente pochi giorni dopo aver contratto una malattia (tifo oppure polmonite), e venne sepolto nella basilica di San Lorenzo.

## La disputa sulla nascita di Torricelli
Torricelli si diceva faentino e tale era considerato dalle persone che lo conoscevano. Si sapeva che era nato il 15 ottobre 1608, ma le ricerche compiute già subito dopo la sua morte nei registri battesimali di Faenza non ebbero esito. Ciò diede adito a un secolare dibattito, durante il quale varie altre località romagnole rivendicarono l'onore di avergli dato i natali. Nel 1958 Giuseppe Rossini ricostruì l'albero genealogico dei Torricelli, originari della località Pideura, nel contado faentino, risalendo di due secoli oltre la nascita di Evangelista. Solo nel 1987, Giuseppe Bertoni, già preside del liceo che da Torricelli prende nome, trovò nel registro dei battezzati della basilica di San Pietro in Vaticano, alla data 18 ottobre 1608 la seguente registrazione: "Evangelista nato il 15 figlio di Gaspare de Ruberti e Jacoba moglie fuor di Porta Angelica battezzato da Joseph Dominici".
Risultò così evidente l'equivoco che aveva tratto in inganno fino ad allora i ricercatori: Evangelista aveva assunto il cognome della madre anziché del padre. Si sapeva che il nome del padre era Gaspare, pertanto si cercavano notizie di un inesistente Gaspare Torricelli. Viceversa, si avevano notizie di una Giacoma Torricelli e si riteneva che fosse la zia paterna; era invece la madre.

## Evangelista Torricelli e Galileo
La lettera (originale autografo) inviata da Evangelista Torricelli (in Roma) a Galileo Galilei (in Arcetri), datata 11 settembre 1632, è conservata alla Biblioteca Nazionale di Firenze fra i Manoscritti Galileiani è il primo documento nel carteggio scientifico di Torricelli. Essa rappresenta il documento fondamentale per lo studio della vita e dell'opera dello scienziato che 
1. descrive la propria formazione scientifica;
2. si dichiara a conoscenza dei fatti che portarono a breve alla condanna di Galilei e
3. dichiara la propria 'fede' galileiana.

Di seguito il testo:
Nella absenza del Rev.mo Padre Matematico di N. Sig.re, sono restato io; humilissimo suo discepolo e servitore, con l'honor di suo secretario; fra le lettere del quale havendo io letta quella di V. S. molto Ill.re et Ecc.ma, a lei ne accuso, conforme l'ordine datomi, la ricevuta, e a lui Rev.mo ne do parte in compendio. Potrei nondimeno io medesimo assicurar V. S. che il Padre Abbate in ogni occasione, e con il Maestro di Sacro Palazzo e con i compagni di quello e con altri prelati ancora, ha sempre procurato di sostenere in piedi li Dialoghi di lei Ecc.ma, e credo che sia stato causa che non si è fatta precipitosa resolutione.
Io sono pienissimamente informato d'ogni cosa. Sono di professione matematico, ben che giovane, scolaro del Padre R.mo di 6 anni, e duoi altri havevo prima studiato da me solo sotto la disciplina delli Padri Gesuiti. Son stato il primo che in casa del Padre Abbate, et anco in Roma, ho studiato minutissimamente e continuamente sino al presente giorno il libro di V. S., con quel gusto che ella si puol imaginare che habbia havuto uno che, già havendo assai bene praticata tutta la geometria, Apollonio, Archimede, Teodosio, et che havendo studiato Tolomeo et visto quasi ogni cosa del Ticone, del Keplero e del Longomontano, finalmente adheriva, sforzato dalle molte congruenze, al Copernico, et era di professione e di setta galileista.
Il Padre Grienbergiero, che è molto mio, confessa che il libro di V. S. gli ha dato gusto grandissimo e che ci sono molte belle cose, ma che l'opinione non la loda, e se ben pare che sia, non la tien per vera. Il Padre Scheiner, quando gliene ho parlato, l'ha lodato, crollando la testa; dice anco che si stracca nel leggerlo per le molte disgressioni. Io gli ricordavo le medesme scuse e diffese che V. S. in più lochi va intessendo. Finalmente dice che V. S. si è portato male con lui, e non ne vol parlare.
Del resto io mi stimo fortunatissimo in questo, d'esser nato in un secolo nel quale ho potuto conoscere et riverir con lettere un Galileo, cioè un oracolo della natura, et honorarmi della padronanza et disciplina d'un Ciampoli, mio amorevolissimo signore, eccesso di meraviglia, o se adopri la penna o la lingua o l'ingegno. Haverà quanto prima il Padre R.mo la carissima di V. S., e le risponderà. Intanto V. S. Ecc.ma mi farà degno, ben che inetto, d'esser nel numero de' servi suoi e de' seguaci del vero; che già so che il Padre R.mo, o a bocca o per lettere me gli haverà altre volte offerito per tale. E per fine a V. S. faccio con ogni maggior affetto riverenza.
Roma, 11 settembre 1632. Di V. S. molto Ill.re et Ecc.ma Sig.r Gall. Gal.»

## Risultati di Torricelli in fisica
La lettura approfondita delle Due nuove scienze, l'ultima opera di Galileo dei cui ultimi capitoli seguì direttamente la stesura ad Arcetri, gli ha suggerito molti sviluppi dei principi della meccanica ivi stabiliti; tali sviluppi sono esposti nel trattato dal titolo De motu gravium.
Nel 1644, anno di edizione della sua Opera Geometrica, concepì il principio del barometro, costruendo quello che ora è chiamato tubo di Torricelli e individuando il "vuoto torricelliano". Torricelli e Viviani dimostrarono che il vuoto può esistere in natura e che l'aria ha un peso ponendo quindi fine alle millenarie discussioni filosofiche sull'horror vacui. Un'unità di misura della pressione è stata chiamata torr in suo onore e corrisponde a un millimetro di mercurio. L'unità di misura del sistema internazionale è invece il pascal (simbolo: Pa), in onore di un altro illustre fisico Blaise Pascal, che fece fiorire numerose ricerche sperimentali dalla estesa e definitiva teoria della pressione atmosferica descritta da Torricelli.
La parola barometro coniata da Robert Boyle nel 1667 è oggi quasi sempre associata al nome di Torricelli che risulta quindi fra i più celebri scienziati italiani nella storia.

## Risultati di Torricelli in matematica
Essendo in diretto contatto con Cavalieri iniziò a lavorare con la Geometria degli indivisibili e ben presto superò, secondo lo stesso Cavalieri, il suo maestro.
Fu abilissimo nell'utilizzarne le tecniche, cioè il metodo degli indivisibili, come anche il metodo d'esaustione, che era in uso presso gli antichi, fra tutti il grande Archimede, di cui Torricelli fu entusiasta ammiratore: a lui dobbiamo la riscoperta nel Rinascimento del matematico siracusano.
Per il gusto di imitare i classici, Torricelli dimostrò in ventun modi diversi un teorema di Archimede: undici con il metodo d'esaustione, dieci con il metodo degli indivisibili.
Spesso i risultati ottenuti con la geometria degli indivisibili venivano poi confermati con altre dimostrazioni, a causa della controversia sulla loro fondatezza.
Il fatto interessante è che lo stesso Archimede aveva elaborato una sorta di geometria degli indivisibili, ma non la riteneva rigorosa, e perciò dimostrava sempre i suoi risultati con il metodo d'esaustione. Tutto ciò si è scoperto soltanto nel 1906, quando il filologo danese Heilberg scoprì un palinsesto con un'opera sconosciuta di Archimede, il Metodo meccanico, nel quale esponeva questi procedimenti.
Torricelli è famoso per la scoperta del solido di rotazione infinitamente lungo detto tromba di Gabriele, da lui chiamato "solido iperbolico acutissimo", avente l'area della superficie infinita, ma il volume finito. Questo fu considerato per molto tempo un paradosso "incredibile" per molti, incluso lo stesso Torricelli, che cercò diverse spiegazioni alternative, anche perché l'idea di un secchio che è possibile riempire di vernice, ma impossibile da pitturare è senz'altro singolare. Il solido in questione ha scatenato un'aspra controversia sulla natura dell'infinito, che ha coinvolto anche il filosofo Thomas Hobbes. In questa disputa alcuni hanno sostenuto che il solido conducesse all'idea di un "infinito completo".
Torricelli è stato pioniere nel settore delle serie infinite. Nella sua opera intitolata De dimensione parabolae del 1644, Torricelli considerò una successione decrescente di termini positivi {\displaystyle a_{0},a_{1},a_{2}\cdots } e ha mostrato che la corrispondente serie telescopica {\displaystyle (a_{0}-a_{1})+(a_{1}-a_{2})+\cdots } converge necessariamente a {\displaystyle a_{0}-L}, dove L denota il limite della successione; in questo modo riuscì a dare una dimostrazione della espressione per la somma della serie geometrica.

## Riconoscimenti
A Evangelista Torricelli sono stati dedicati il cratere Torricelli di 22 km di diametro sulla Luna e l'asteroide 7437 Torricelli.
A Faenza, è presente una statua (ubicata di fronte alla chiesa di San Francesco) che lo raffigura con in mano un barometro a mercurio. Sempre a Faenza, è intitolato a Torricelli fin dal 1865 il Liceo che ha sede nell'antico palazzo dei Gesuiti di cui Evangelista fu allievo, e il Museo Torricelliano a Palazzo Laderchi.

## Opere

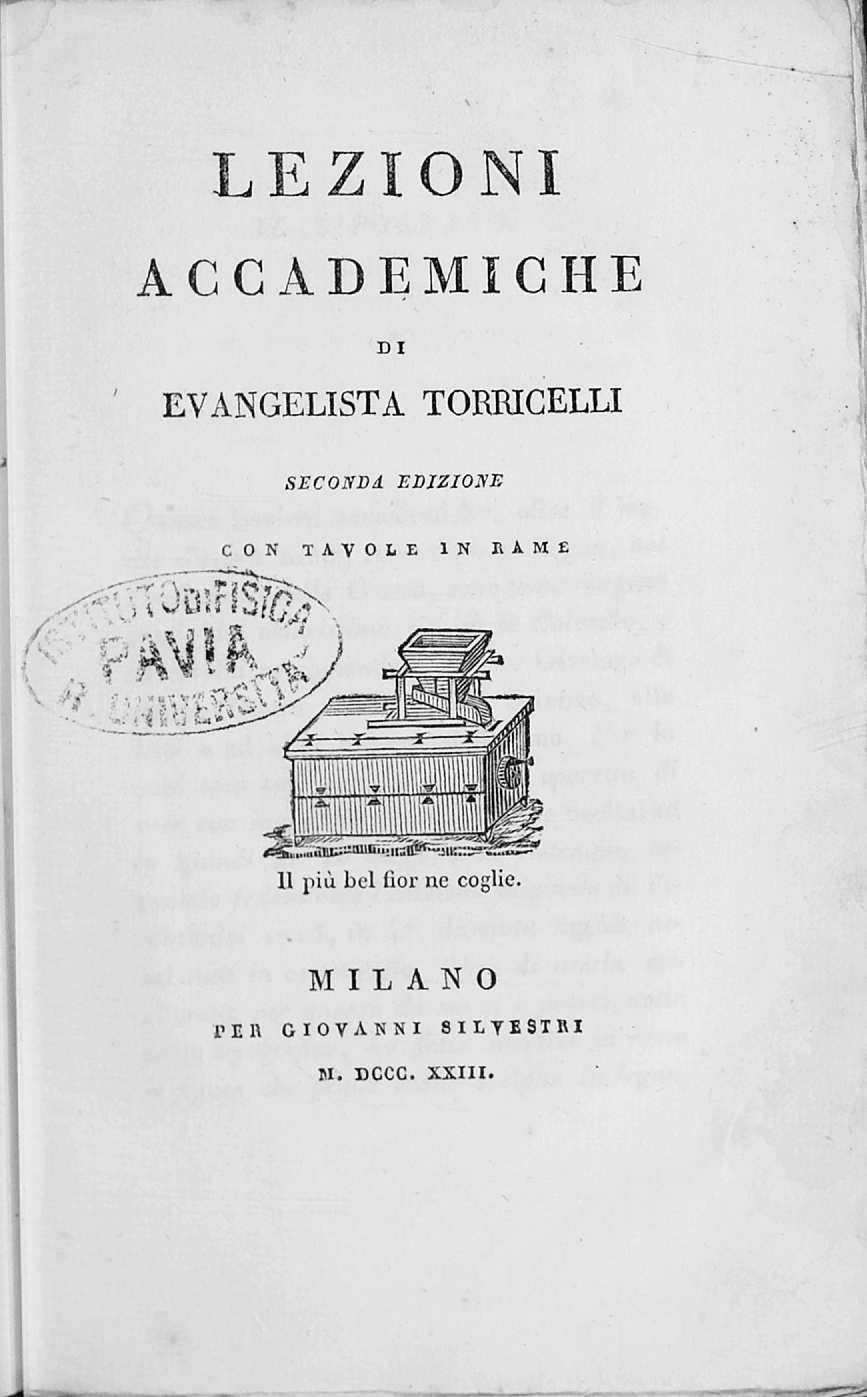
Lezioni accademiche, 1823

- (FR) Traicté du mouvement des eaux, Castres, Bernard Barcouda, 1664.
- Lezioni accademiche, Milano, Giovanni Silvestri, 1823.